# اچ‌ام‌اس چلنجر (کی۰۷)

{{Infobox ship characteristics
اچ‌ام‌اس چلنجر (کی۰۷) (به انگلیسی: HMS Challenger (K07)) یک کشتی است که طول آن ۱۳۴٫۱ متر (۴۴۰ فوت ۰ اینچ) Length overall می‌باشد. این کشتی در سال ۱۹۸۱ (میلادی)|۱۹۸۱]] ساخته شد.